# Henri Büsser
Henri Büsser (Tolosa, 6 gennaio 1872 – Parigi, 30 dicembre 1973) è stato un compositore, organista e direttore d'orchestra francese.

## Biografia
Studiò inizialmente come organista, e al conservatorio di Tolosa fu allievo di Aloys Kunc. Proseguì gli studi al Conservatorio di Parigi con César Franck, Charles-Marie Widor e soprattutto Charles Gounod, del quale fu l'unico allievo, e a cui dedicò un libro di memorie. Vinse il Prix de Rome nel 1893.
Fu direttore d'orchestra al théâtre du Château-d'Eau, à l'Opéra-Comique e all'Opéra Garnier, professore di composizione al Conservatorio dal 1930 al 1948 ed ebbe tra i suoi allievi Henri Dutilleux, Jeanine Rueff e Tomojirô Ikenouchi. Dopo André Messager, diresse l'opera Pelléas et Mélisande di Debussy alla quarta rappresentazione.
Fu organista titolare del grande organo della chiesa di Sainte-Marie des Batignolles di Parigi e poi di Saint-Cloud e sostituì, tra il 1916 e il 1918, Louis Vierne al grande organo della cattedrale di Notre-Dame de Paris.
Compose diverse opere liriche, un balletto, sei messe, alcuni poemi sinfonici e numerosi pezzi per organo e pianoforte.
Scrisse anche, nel 1939, l'edizione critica dell'opera Mireille di Gounod, la cui partitura originale è andata perduta. L'edizione Büsser, da allora, è la sola conforme alle intenzioni del compositore.
Sposò nel 1958, quando aveva già 84 anni, la cantante e insegnante al Conservatorio di Parigi Yvonne Gall (1885-1972).
Eletto nel 1938, membro della Académie des beaux-arts, in sostituzione di Gabriel Pierné, tenne la posizione fino ad età molto avanzata, essendo morto centenario.

## Premi
- Prix de Rome in composizione musicale
- Grand Ufficiale della Légion d'honneur

## Opere principali
- Daphnis et Chloé, 1897
- Le Miracle de perles, 1898
- Orchestrazione della Petite suite per pianoforte a quattro mani di Claude Debussy, prima esecuzione il 4 novembre 1907 sotto la direzione di Camille Chevillard.
- Colomba, 1921
- Les Noces corinthiennes, 1922
- La Pie borgne, 1927
- Rhapsodie Arménienne, 1930
- Le Carrosse du Saint-Sacrement, 1948
- Roxelane, 1948
- Diafoirus 60, 1963
- La Vénus d'Ille, 1964
- Petite Suite Op. 12 per flauto o violino e pianoforte
- Prélude et Scherzo Op. 35 per flauto e pianoforte
- Sicilienne Op. 60 per flauto e pianoforte
- Thème Varié Op. 68 per flauto e pianoforte
- Andalucia (sur des thèmes Andalous) Op. 86 per flauto e pianoforte
- Ballade en La bemol Op. 65 per arpa
- Impromptu sur des airs japonais per arpa
- Prélude et Danse per arpa
- Pièce de concert Op. 32 per arpa

## Saggi
- De Pelléas aux Indes galantes - De la flûte au tambour (mémoires), 1955
- Charles Gounod, Eise, Lyon, 1961
- Précis de Composition, Durand & Cie, Paris 1943